# Delphinium scaposum
Delphinium scaposum là một loài thực vật có hoa trong họ Mao lương. Loài này được Greene mô tả khoa học đầu tiên năm 1881.

## Hình ảnh

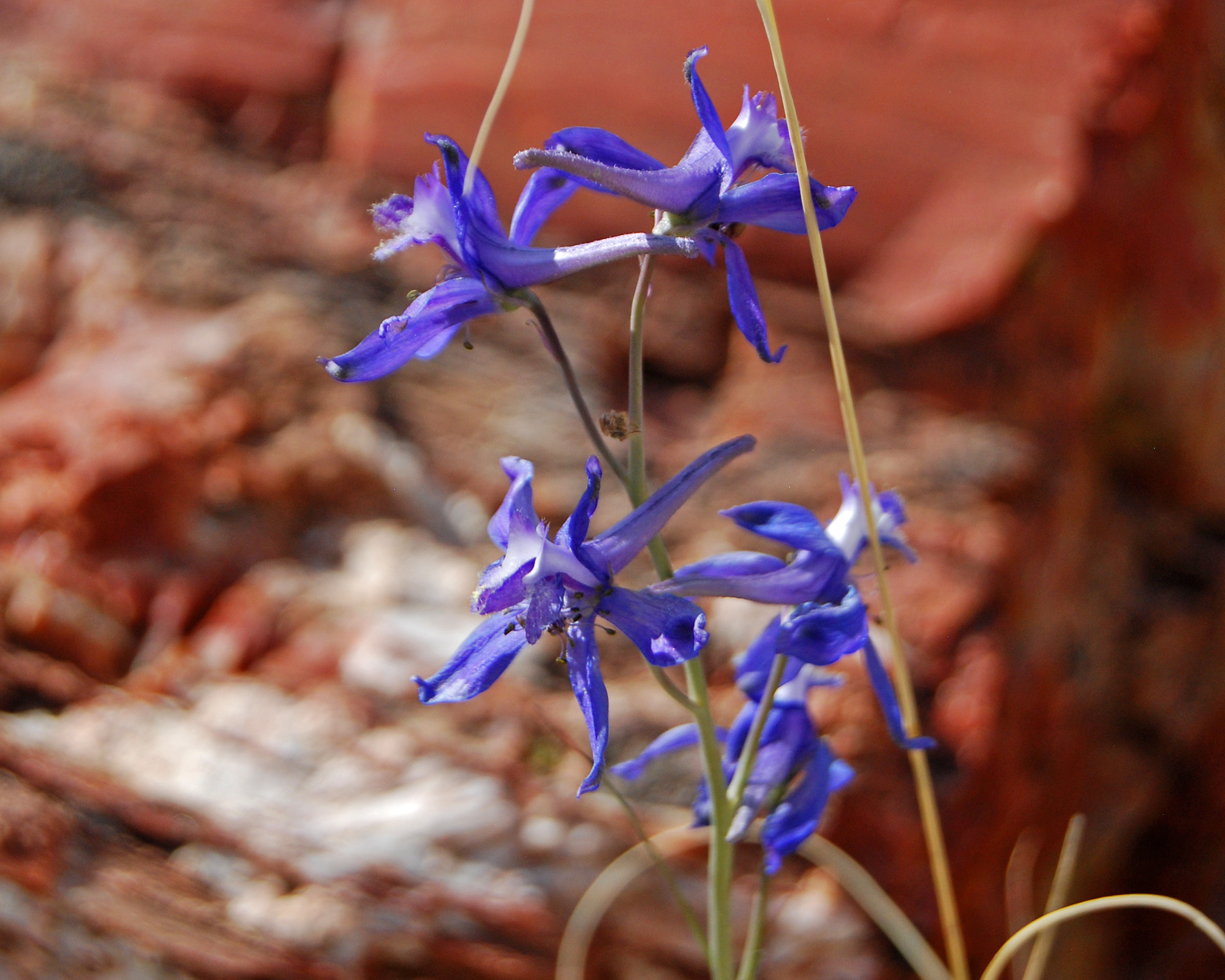